# Messalla
Messalla (auch Messala) war das Cognomen eines Zweigs der römischen Familie der Valerier. Es war abgeleitet von der Stadt Messana (jetzt Messina), die Manius Valerius Maximus Messalla erfolgreich gegen die Karthager verteidigt hatte, woraufhin er das Cognomen erhielt.
Weitere Namensträger:
- Marcus Valerius Messalla (Konsul 226 v. Chr.), römischer Konsul 226 v. Chr.
- Marcus Valerius Messalla (Konsul 188 v. Chr.), römischer Konsul 188 v. Chr.
- Marcus Valerius Messalla (Konsul 161 v. Chr.), römischer Konsul 161 v. Chr.
- Marcus Valerius Messalla Niger, Konsul 61 v. Chr.
- Marcus Valerius Messalla Rufus, Konsul 53 v. Chr.
- Marcus Valerius Messalla Corvinus, Konsul 31 v. Chr.
- Marcus Valerius Messalla Appianus, Konsul 12 v. Chr.
- Marcus Valerius Messalla Messallinus, Konsul 3 v. Chr.
- Lucius Valerius Messalla Volesus, römischer Senator
- Potitus Valerius Messalla, römischer Senator
- Lucius Valerius Messalla Volesus, Konsul 5
- Marcus Valerius Messalla, Konsul 20
- Marcus Valerius Messala Barbatus, Vater der Valeria Messalina
- Marcus Valerius Messalla Corvinus (Konsul 58), Konsul im Jahr 58 n. Chr.
- Lucius Cornelius Pusio Annius Messala, römischer Suffektkonsul 90
- Lucius Iulius Messala Rutilianus, römischer Suffektkonsul 192
- Marcus Silius Messala, römischer Suffektkonsul 193
- Lucius Valerius Messalla Thrasea Priscus, Konsul 196
- Lucius Valerius Messalla, römischer Politiker und Jurist, Konsul 214
- Antoninus Messala Vivianus, römischer Patricius und Konsul 463

Außerdem:
- Messala (Mondkrater), benannt nach dem jüdischen Astronomen Māšā'allāh Ibn-Aṯarī
- Name einer Hauptfigur im Roman Ben Hur und seinen Verfilmungen